# Roca de Seguers
La Roca de Seguers, en alguns mapes Roca de Segués, és una roca i una cinglera del terme municipal de Conca de Dalt, a l'antic terme d'Hortoneda de la Conca, al Pallars Jussà, en territori del poble d'Hortoneda.
Es troba al nord d'Hortoneda, al sud de la Roca Roia, a llevant de les Escomelles i a ponent de les Barrancs. És també al nord de la Colladeta i de lo Tossalet, a l'esquerra de la llau de Catxí just al lloc on hi ha el Toll.